# Jericho (rakéta)
Jericho (rakéta) izraeli ballisztikus rakéta család.

## Története
1963-ban megbízták a francia Dassault Aviation vállalatot, hogy az "Operation Jericho" szerződés alapján készítsen 250-500 kilométer hatótávolságú, 750 kilogramm terhet szállítani képes, 1 kilométeren belüli pontosságú rakétát. 1965-1968 között 16 alkalommal tesztelték, 10 sikeres indítással 450 kilométeres távolságra volt képes robbanófejet szállítani. Franciaország végül 14 komplett Jericho–1 rakéták szállított Izraelbe. Ez volt az első rakéta, amelyik digitális számítógéppel működött.
Az 1967-es hatnapos háborút követően 1968 decemberében Franciaország felfüggesztett minden fegyverszállítást Izraelbe, megfosztva Izraelt a francia gyártású rakéták importjától. A Franciaországban dolgozó mérnökök 1971-re létrehozták a Jericho–1 rakéta gyártó bázisát. Az izraeli védelmi katonapolitika, a rakétatechnikával szembeni elvárások megteremtették az intézményi (egyetemek, kutatóhelyek) és ipari hátteret. 
Az első indítás 1965. december 23-án, az utolsó 1994. szeptember 15-én történt. Épített darabszám: 100. Sikerességi indítási arány: 70,83%. Hasznos teherbírása 750 kilogramm. Maximális hatótávolsága 500 kilométer.

## Jericho–1
MD 620 az első izraeli, kétfokozatú, soros felépítésű, rövid hatótávolságú ballisztikus rakéta.
Hossza 13,4, átmérője 0,8 méter, tömege 6,5 tonna. Hatótávolsága 500 kilométer. Szállítható tömeg 400 kilogramm.

### 1. lépcső
Hossza 4,05 méter, tömege 1950 kilogramm. Hajtóanyaga szilárd, motorja alkalmazkodó.

### 2. lépcső
Hossza 5 méter, tömege 4100 kilogramm. Hajtóanyaga folyékony, motorja alkalmazkodó.

## Jericho–2
Közép-hatótávolságú soros elrendezésű, két fokozatú, szilárd hajtóanyagú ballisztikus rakéta. Izraeli-iráni, 1979-től izraeli-dél-afrikai fejlesztésű rakéta. Repülési tesztjeit 1989 júniusában Palmachimban és a dél-afrikai Overberg Test Range bázisokon végezték.
Hossza 14, átmérője 1,56 méter, tömege 26 tonna. Hatótávolsága 1500, speciális változata 3500 kilométer. Szállítható tömeg 1000 kilogramm. Indítható silóból, vasúti- és közúti járműről.
Alapváltozata adta az első izraeli műhold (Ofeq–1) Shavit  hordozórakétájának kifejlesztését.

## Jericho–3
1994-ben indult izraeli-dél-afrikai közös rakétafejlesztés legnagyobb egysége. Közép-hatótávolságú soros elrendezésű, három fokozatú, szilárd hajtóanyagú ballisztikus rakéta. Az első tesztrepülésre 2008. január 15.én került sor.
Hossza 15,5, átmérője 1,56 méter, tömege 30 tonna. Hatótávolsága 4500, speciális változata 6500 kilométer. Szállítható tömeg 1000-1300 kilogramm. 